# Le Badie
Le Badie (già Badie dell'Arcidiaconato) è una frazione del comune italiano di Castellina Marittima, nella provincia di Pisa, in Toscana.

## Geografia fisica
Le Badie confina a nord con il lago di Santa Luce, a ovest con Rosignano Marittimo, a sud con Malandrone e ad est con Pomaia e Castellina Marittima. Il borgo dista inoltre circa 8 km dal proprio capoluogo comunale, mentre dista da Pisa poco più di 45 km.

## Storia
La frazione sorge in un luogo anticamente detto Moxi, dove in epoca altomedievale vi si stabilirono due comunità monastiche che qui realizzarono due abbazie, tanto che ben presto si iniziò a riferirsi alla località con il nome comune di Le Due Badie. Nel 1384, con bolla di papa Urbano VI, entrambe le badie furono poste nella podesteria di San Donnino di Pisa, così che la località prese il nome di Badie di San Donnino. Nel XVI secolo si ha il progressivo abbandono delle due strutture monastiche, mentre si sviluppa il piccolo borgo lungo l'antica via Aemilia Scauri.
Nel XIX secolo il borgo aveva assunto il nome di Badie dell'Arcidiaconato e, come testimonia Emanuele Repetti, delle due antiche abbazie non restavano che ruderi. Nel corso del XX secolo la frazione si sviluppò per la sua posizione trafficata nei pressi dell'autostrada A12.

## Monumenti e luoghi d'interesse

### Architetture religiose
Edificate in un ambiente caratterizzato da forti aree boschive che ne fece in passato terreno ideale per la vita cenobitica ed eremitica, le "due badie" traggono origine da due distinti monasteri situati in un luogo anticamente detto Moxi: uno era dedicato al Salvatore e l'altro a Santa Maria, San Quirico e San Torpé, chiamato più comunemente San Quirico a Moxi o anche San Quirico delle Colline.
Costruiti intorno all'anno mille, gli edifici erano ancora in buono stato di conservazione nel 1598, ma privi di monaci.
Oggi i ruderi della badia di San Quirico sono quasi totalmente scomparsi tra la vegetazione, mentre la badia di San Salvatore, sul poggio della Dispensa, conserva ancora porzioni di mura della chiesa, fabbricata con grandi pietre quadrate, e parte della facciata spartita a pilastri e a strisce di marmo bianco e di serpentino con capitelli rozzamente scolpiti.

### Architetture civili
Poco fuori dal paese, su di un colle a nord-est lungo la strada provinciale 60 Poggiberna che conduce a Pomaia, è situata la fattoria di Val di Perga, già borgo castellano di origine medievale. Citato anticamente come Vallisperga o Walperga, prende il nome da una nobildonna – Walperga, appunto – ricordata in un documento del 768 dell'Archivio arcivescovile di Lucca come moglie di un tale Goffredo. Il borgo fu poi proprietà degli Upezzinghi, che la cedettero infine ai Rosselmini. Qui è situato un oratorio privato, in luogo della perduta chiesa altomedievale concessa da papa Alessandro III alla pieve di Santa Luce nel 1178 e poi alla pieve delle Badie.

## Infrastrutture e trasporti
Il borgo delle Badie è situato lungo la strada regionale 206 Pisana-Livornese, ex strada statale ed antica via Aemilia Scauri, nel punto in cui ha origine la strada provinciale che conduce a Castellina Marittima.